# Nodar Akhalkatsi
Nodar Akhalkatsi (in georgiano ნოდარ ახალკაცი?, in russo Нодар Парсаданович Ахалкаци?; Tbilisi, 2 gennaio 1938 – Tbilisi, 24 gennaio 1998) è stato un calciatore e allenatore di calcio sovietico, dal 1991 georgiano.
Allenatore della Dinamo Tbilisi vincitrice della Coppa delle Coppe nella stagione 1980-1981, è stato una delle figure di rilievo nella creazione della Federazione calcistica della Georgia (di cui è stato presidente dal 1990 al 1998) dopo la divisione dall'Unione Sovietica del 1990.
È morto a Tbilisi a 60 anni dopo un attacco di cuore il 24 gennaio 1998.
Anche suo figlio Nodar Akhalkatsi junior è stato presidente della federazione calcistica georgiana dal giugno 2005 al settembre 2009.

## Carriera da allenatore
Seduto sulla panchina della Dinamo conquista nel 1976 la prima Coppa dell'Unione Sovietica della storia del club, battendo in finale l'Ararat per 3-0.
Nel 1978 guida la Dinamo Tbilisi alla vittoria del campionato sovietico (il secondo nella storia del club); della squadra fanno parte giocatori del calibro di David Kipiani, Ramaz Šengelija (capocannoniere della squadra con 15 gol), Vitaly Daraselia, Tengiz Sulakvelidze e Aleksandr Chivadze.
L'anno seguente la squadra partecipa alla Coppa dei Campioni 1979-1980 dove si fa subito notare al primo turno eliminando i campioni d'Inghilterra del Liverpool, ribaltando il 2-1 reds di Anfield con secco 3-0 nella gara di ritorno. Al turno successivo la Dinamo viene eliminata dai campioni di Germania e futuri finalisti dell'Amburgo.
Nel 1979 conquista per la seconda volta la Coppa dell'Unione Sovietica battendo in finale la Dinamo Mosca 5-4 dopo i calci di rigore.
La vittoria della Coppa dell'Unione Sovietica diede l'accesso alla Dinamo Tbilisi alla Coppa delle Coppe 1980-1981. La squadra arrivò fino in finale battendo nel suo cammino gli inglesi del West Ham ai quarti e gli olandesi del Feyenoord in semifinale. Nella partita decisiva per la coppa, i ragazzi di Akhalkatsi battono i tedeschi dell'Est del Carl Zeiss Jena per 2-1 al Rheinstadion di Düsseldorf, con le reti di Gutsaevi e Daraselia conquistando così uno storico trofeo internazionale.
Grazie a questa importante vittoria la Dinamo avrebbe dovuto affrontare i campioni europei del Liverpool in un doppio confronto per l'assegnazione della Supercoppa UEFA del 1981, ma le partite non si disputarono perché i reds non trovarono date disponibili in calendario.
Nel 1982 fece parte della spedizione sovietica ai Mondiali di calcio in Spagna come assistente (insieme al collega Valerij Lobanovs'kyj della Dinamo Kiev) del c.t. Konstantin Beskov. L'Unione Sovietica venne eliminata alla seconda fase a gruppi.

## Palmarès

### Allenatore

#### Competizioni nazionali
- Campionato sovietico: 1

Dinamo Tbilisi: 1978
- Coppa dell'Unione Sovietica: 2

Dinamo Tbilisi: 1976, 1979

#### Competizioni internazionali
- Coppa delle Coppe: 1

Dinamo Tbilisi: 1980-1981

### Individuale
- FIFA Order of Merit: 2008 (postumo)